# Adenanthos pamela
Adenanthos pamela är en tvåhjärtbladig växtart som beskrevs av Ernest Charles Nelson. Adenanthos pamela ingår i släktet Adenanthos och familjen Proteaceae. Inga underarter finns listade i Catalogue of Life.